# 오토이즈미 쇼마
오토이즈미 쇼마(일본어: 音泉 翔眞, 1996년 7월 7일~)는 일본의 축구 선수이다.

## 구단 경력
그는 2019년 일본 지역 리그의 도쿄 23 FC에 입단했다. 2020년부터 2021년까지 J3리그의 YSCC 요코하마와 카탈레 도야마에서 뛰었다. 2022년 J2리그의 미토 홀리호크로 이적했다. 2023년 J3리그의 AC 나가노 파르세이루로 이적했다. 2024년 반라우레 하치노헤로 이적했다.